# Sveto drvo
Sveto drvo (lat. Bursera graveolens, špa. palo santo), najpoznatija vrsta drveta u rodu Bursera. Srodno je tamjanu (ista porodica) poznato je po svojoj ljekovitosti i izradi mirisnih štapića koji djeluju umirujuće, kada se zapale. 
Sveto drvo raste u Srednjoj i Južnoj Americi, a koristili su ga ga šamani i iscjelitelji za uklanjanje negativnih energija i istjerivanje zlih duhova. 
Sveto drvo naziv je i za drvo Bulnesia sarmientoi.

## Vanjske poveznice
|  | Zajednički poslužitelj ima još gradiva o temi Bursera graveolens |
|  | Wikivrste imaju podatke o taksonu Bursera graveolens             |